# لي يانغ (مجدف)
لي يانغ (بالصينية: 李洋) هو مجدف صيني، ولد في 28 فبراير 1978.

## وصلات خارجية
- لي يانغ على موقع الاتحاد الدولي للتجديف (الإنجليزية)
- لي يانغ على موقع اللجنة الأولمبية الدولية (الإنجليزية)
- لي يانغ على موقع أوليمبيديا (الإنجليزية)
- لي يانغ على موقع اللجنة الأولمبية الصينية (الإنجليزية)